# 苏利曼 (匈牙利)
苏利曼，是匈牙利巴兰尼亚州所辖的一个村。总面积10.49平方公里，总人口219，人口密度20.9人/平方公里（2011年1月1日）。